# Cotton Club
|  | Aquest article tracta sobre el club de Nova York. Si cerqueu pel·lícula, vegeu «Cotton Club (pel·lícula)». |

El Cotton Club era una sala de concerts i una sala de ball de Harlem a New York que va funcionar durant i després de la  Prohibició. Tot i que el club es distingia pels millors músics afroamericans de l'època com Duke Ellington, Cab Calloway, Louis Armstrong, Ethel Waters o Sister Rosetta Tharpe, rebutjava generalment l'entrada als que no siguessin blancs. Durant l'edat d'or, el club era utilitzat com a lloc de trobada elegant al cor de Harlem, presentant regularment els diumenges celebritats noctàmbules com ara Jimmy Durante, George Gershwin, Al Jolson, Mae West, Irving Berlin, Moss Hart, el batlle de New York Jimmy Walker i d'altres. El campió del pes pesant Jack Johnson va obrir el Club De Luxe al carrer 142 i la Lenox Avenue a Harlem el 1920. Owney Madden, un contrabandista i gàngster conegut va reprendre el club el 1923 mentre era empresonat a Sing Sing i va convertir el seu nom en Cotton Club. El club va ser tancat breument el 1925 degut a la venda d'alcohol, però va reobrir més tard sense problemes. Les ballarines i stripers es van produir a la presó de Sing Sing on era empresonat Owney Madden, fins al seu alliberament el 1933.
The Cotton Club és també una pel·lícula de Francis Ford Coppola, que ofereix una història novel·lada del club en el context racista dels anys 30 i les batalles entre Madden, Dutch Schultz,  Vincent "Mad Dog" Coll, Lucky Luciano, i  Ellsworth "Bumpy" Johnson.

## Artistes i músics que s'han produït al Cotton Club
- Joséphine Baker
- Cab Calloway
- Duke Ellington
- Coleman Hawkins